# Скородинцы (Тернопольская область)
Скородинцы (укр. Скородинці) — село в Чортковской городской общине Чортковского района Тернопольской области Украины.
Население по переписи 2021 года составляло 706 человека. Почтовый индекс — 48513. Телефонный код — 3552.